# Курінь (підрозділ)
Курінь — основний тактичний підрозділ у Легіоні Українських Січових Стрільців, Дієвій армії УНР, Українській Галицькій Армії, Українській Повстанській Армії та на Запорізькій Січі.
Основною тактичною одиницею піхотних частин УГА був курінь, який складався з трьох стрілецьких сотень і однієї сотні скорострілів. Кожна бригада налічувала 3-5 куренів,  деякі з них мали сотні важких скорострілів. Окремі курені мали ще мінометні відділи та піхотні гармати. Всього їх нараховувалося 50.  Піхотний курінь у складі трьох стрілецьких і кулеметної сотень мав за штатом 25 старшин і 830–880 стрільців бойового складу, а загалом — 1280 вояків.
В УПА тактичною військовою одиницею також вважався курінь, який нараховував 3-4 бойові сотні та потрібні технічні частини. Сотня складалася з трьох стрілецьких чот і однієї кулеметної. А чота — з трьох роїв. Бойова сотня повинна була нараховувати 136 бійців, реально ж сотні УПА мали 130–200 бійців. У групах «УПА-Південь» та «УПА-Захід» курінь становив найвищу самостійну тактичну одиницю. I лише у випадках потреби курені об'єднувались у певну оперативну групу. Командир куреня мав почет у складі шефа штабу (або ад'ютанта), політвиховника, бунчужного, капелана, лікаря та референта СБ.
В Гетьманщині 18-го століття курінь був складовою сотні, фіксованого стандарту кількості козаків не мав, а зазвичай складався з козаків одного поселення (інколи кількох малих) і чисельно приблизно відповідав сучасному взводу.